# 로톤 (레이블)
로톤(Roton)은 1994년 루마니아에서 설립된 레코드 레이블이다.
현재 수백 명에 달하는 직원이 있으며, 부쿠레슈티와 이아시, 클루지, 티미쇼아라
2011년, 로튼 레코드는 워너 뮤직 그룹과 가장 인기 있는 아티스트와 그들의 노래에 대한 라이선스 계약을 체결하였다. 이후 2015년에 워너 뮤직과 로튼은 중남미까지 계약을 연장하였다.
로톤 레코드사는 로톤과 R.U.L, 댄스 음악을 전문으로 하는 댄스 아레나(dance arena), 신세대들의 취향을 맞춘 NRG!A와 루마니아의 포크를 전문으로 하는 TEZAUR까지 총 다섯 개의 산하 레이블을 두고 있다.

## 주요 아티스트
- 이나
- 알렉산드라 스탄
- 단 벌란

## 이외 아티스트
- 핏불
- 숀 폴